# LZFSE
LZFSE est un algorithme de compression de données sans perte rendu public par Apple en 2016.
Il s'agit aussi de l'implémentation de référence en C de cet algorithme.

## Caractéristiques
LZFSE mêle un algorithme de compression par dictionnaire de type LZ77 et un codage entropique de type tANS (ou FSE).
Il est conçu pour offrir des ratios de compression comparables à ceux proposés par l'algorithme deflate (Zip, gzip…) en étant beaucoup plus rapide, tant à la compression qu'à la décompression, et moins en ressources et en électricité. Il est ainsi comparable à Brotli et Zstandard, dont il est contemporain.

## Utilisations
LZFSE est utilisé dans la bibliothèque de compression de données distribuée par Apple à partir de OS X 10.11 et d'iOS 9.

## Licence
L'implémentation de référence en langage C de l'algorithme est distribuée sous licence BSD.